# Daniellia ogea
Daniellia ogea är en ärtväxtart som först beskrevs av Hermann August Theodor Harms, och fick sitt nu gällande namn av Holland. Daniellia ogea ingår i släktet Daniellia, och familjen ärtväxter. Inga underarter finns listade i Catalogue of Life.